# Helikon (berg)

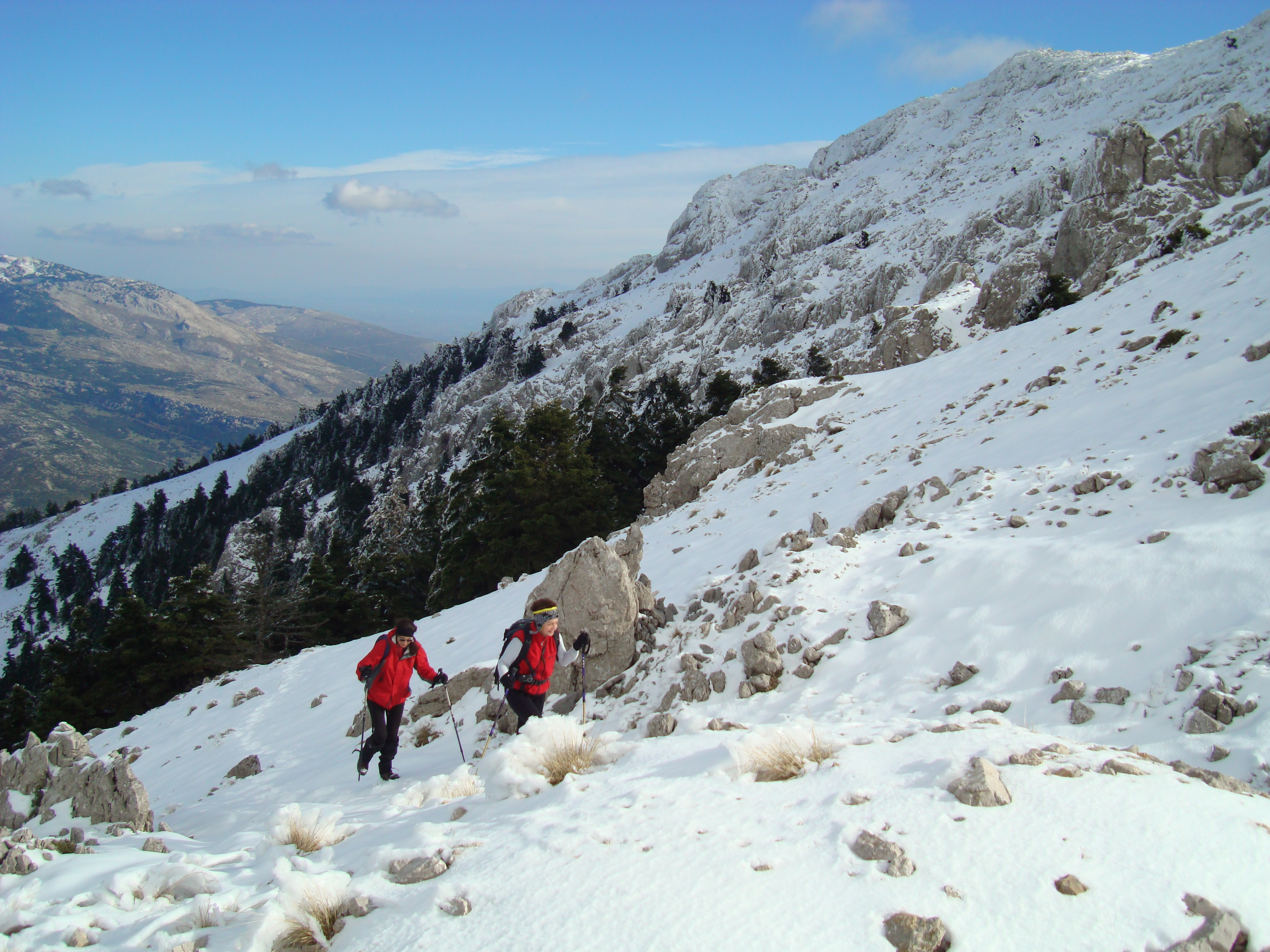
Helikon

Helikon (grekiska  'Ελικών; latin Helĭcon) är ett skogbevuxet berg i sydvästra delen av det grekiska landskapet Beotien. Det är 1 749 meter högt.
Av forntidens skalder prisas Helikon som sånggudinnornas (musernas) hemvist. Där framväller källorna Hippokrene och Aganippe, som helgats åt muserna. På bergets östra topp (nu Zagora) stod ett altare, helgat åt Zeus Helikonios; nu finns där ett Eliaskapell.

## Jämför med
- Parnassos